# 子撫川ダム
子撫川ダム（こなでがわダム）は、富山県小矢部市、一級河川小矢部川水系子撫川上流の県営ダムである。

## 概要
小矢部市や高岡市（旧福岡町）、氷見市への上水道の給水、洪水調節、既得取水の安定化・河川環境の保全を目的とした傾斜遮水壁型ロックフィルダムである。
当初は1976年度の完成を目指していたが、第一次オイルショックによる建設資材と人件費の高騰および国の総需要抑制策等により、完成が1978年6月1日に遅れることになった。

## 沿革
個別に出典が提示されているものを除いた出典→
- 1965年11月 - 子撫川に県営多目的ダム建設計画案を小矢部市がまとめる[6]。
- 1966年 - 予備調査開始。
- 1969年 - 実施計画調査開始。
- 1970年1月 - 国家予算復活折衝で子撫川総合開発専門委員会発足[6]。
- 1972年1月 - 建設事業採択[6]。
- 1972年度 - 工事用仮設道路およびダムで水没する県道の付替工事に着手[6]。
- 1973年 - 用地補償協定調印。同年11月、ダム湛水による水没予定地である六郎谷集落6戸（人口26人）が西中野地区に集団移住を行う[6]。同年度中にダム本体および河川転流用仮排水路の工事に着手。
- 1975年 - ダム本体定礎式。同年7月、ダムの堤体工事に必要な石川県河北郡津幡町木ノ窪の山中にあるロック材（原石35万m3）運搬用の道路（6.8km）および大滝橋（長さ120m、幅員5mの永久橋）が完成[6]。
- 1977年 - 取水放流設備工事および管理設備工事に着手。
- 1978年 - 試験湛水開始。同年6月1日に完成式[5]。
- 1979年4月 - ダム管理業務開始[3]。
- 1985年12月 - ダム利水トンネルを利用して水力発電（最大出力80kw、年間527kw/h）を県営初の管理発電所である子撫川発電所にて開始。発電した電力はダムゲートの作動、照明等の管理施設や子撫川水道管理局にて使用される。余った電力は北陸電力に売電し、ダム管理に充てている[3][2]。

## 周辺
- 石川県道・富山県道206号津幡宮島峡公園線
- 富山県道267号福岡宮島峡公園線
- 潮汐の像